# Algoritmus binárního umocňování
Algoritmus binárního umocňování je algoritmus pro mocnění čísel pomocí převodu z desítkové do binární soustavy.
Příklad:

Máme spočítat 510. Desítka je v binární soustavě je 1010.
- Při každém kroku algoritmu se číslo umocní na druhou (základ dvojkové soustavy);
- začíná se s číslem x, které je rovno mocněnému číslu (0. krok);
- pokud je v mocnině 1, pak se číslo nejen mocní na základ, ale i násobí původním mocněným číslem.

1: 5

0: x2 = 25

1: x2 · 5 = 625 · 5 = 3125

0: x2 = 9 765 625

510 = 9 765 625